# Саксон Граматик
Саксон Граматик (око 1150 – око 1220) био је дански хроничар, аутор дела на латинском језику „Дела Данаца” у 16 томова, у којима су изложене најстарије скандинавске саге.

## Биографија
Мало се зна о личности Саксона Граматика, а све референце на њега ван његовог дела су сумњиве. Вероватно је потицао из војног племства и рођен је средином 12. века на острву Зеланд, али није утврђено да ли је имао свештенички или монашки чин. У сачуваном документу из Лунда помиње се извесни архиђакон Саксонац, који је преминуо давне 1190. године, што не дозвољава да се он поистовети са хроничарем, који је своје дело завршио тек почетком 13. века.
Саксонов софистицирани стил латинског језика, као и његово познавање античких аутора, укључујући Салустија, Цицерона, Тита Ливија, Вергилија, Валерија Максима, Марцијана Капела и Боетија, сугерише да је црквено или класично образовање стекао ван Данске — највероватније у Француској, можда у Паризу, у Ремсу или у Орлеану.
Први помен Саксона налази се у „Краткој историји данских краљева”, коју је написао његов савременик – нећак лундског надбискупа Ескила Свена Агесена (1145–1199), који га на римски начин назива својим „сапутником, што омогућава да се сугерише да је у младости могао да служи са овим последњим у краљевском хирду. Сам Саксон у својим „Делима Данаца” извештава да су му отац и деда служили у војсци краља Валдемара I, док је он сам, „по древном наследном закону”, био у служби његовог сина, Валдемара II.
Од 1178. до 1201. Саксон је био секретар епископа Абсалона (Авесалома), познате црквене личности у Данској, био је његов повереник и учествовао у многим његовим кампањама и догађајима. У свом тестаменту, Авесалом му опрашта мали дуг од два и по ригдалера и пола марке сребра, а такође му наређује да врати две књиге у библиотеку бенедиктинског манастира Сорио.
Изјава првих издавача Саксоновог дела у 16. веку, према којој је он служио као проректор у Роскилду, сада је призната као погрешна. Вероватније је да је био каноник каптола катедрале Светог Лаврентија у Лунду, а можда и предавао у црквеној школи која је деловала при њему, носећи титулу мајстора (лат. магистер).
За живота, према анонимној „Зеландској хроници” из раног 14. века, Саксон је носио надимак Висок, или „Дугачак”, али је прво добио почасну титулу „Граматика”. појављује се само у књизи састављеној око 1343. анонимна „Јутландска хроника“ као признање за његову ученост и стилску вештину.

## „Дела Данаца”
Саксоново обимно дело, испуњено легендама и митовима, не увек чињенично и хронолошки тачно, састоји се од шеснаест књига и обухвата период од времена Хамблијевих синова Дана и Ангула, легендарних предака Данаца и Углова, до 1187. године. Према Свену Агесену, почетак радова на њему датира из 1185. године, али упутства садржана у његовом тексту сугеришу да до 1208. године још није била завршена.
Прве четири књиге посвећене су догађајима пре Христовог рођења, следеће четири књиге - ери Римског царства и древних германских племена, књиге од 9. до 10. - временима уједињења и христијанизације Данске, а последња седам, од 10 до 16 - период од Харалда Блуетотха до владавине Кнута VI, са примарном пажњом на догађаје у Лунду и поступке локалних епископа. Претпоставља се да је последњих осам књига написано пре првих осам, пошто се да би поткрепио хронологију живота и владавине светих краљева Кнута VI и Валдемара I Великог, аутор се ослања на Авесалома, који је умро 1201. још пре завршетка рада на летопису.
Извори за последње књиге „Дела Данаца”, поред горе поменутог Агесеновог дела, могли би послужити као „Анали Валдемара” састављени у краљевској канцеларији у Роскилду, анали манастира Колбац, који се чувају од 1130-их у капитулу катедрале Светог Ловре у Лунду и доведен до 1181. године, као и Роскилдска хроника из средине 12. века и Лундски некролог. Приликом рада на првим књигама, које су по садржају сличне „Земљином кругу“ Снорија Стурлусона, према речима самог аутора, коришћене су данске легенде које су преносиле традицију која се у великој мери разликовала од исландских краљевских сага, као и дела скалдске поезије и материјалних споменика, укључујући и рунске натписе на камењу. 